# 金普泳
金 普泳（キム・ボヨン、朝鮮語: 김보영、1909年6月2日 - 1995年1月28日または1月29日）は、大韓民国の地方公務員、政治家。清道邑議会議長、清道面長、第3代韓国国会議員を歴任した。
元慶尚北道内務局長の金相淳は息子。

## 経歴
慶尚北道清道郡出身。大邱農林学校農業科卒。清道郡産業課長、清道面長、大韓青年団清道郡団長、大韓農民会清道郡会長、清道邑議会議員・議長、国民会清道郡支部長、自由党清道郡党委員長、国会議員、韓国反共連盟清道郡支部長を歴任した。
1995年1月28日、清道郡清道邑の自宅で死去。